# Celsus von Trier

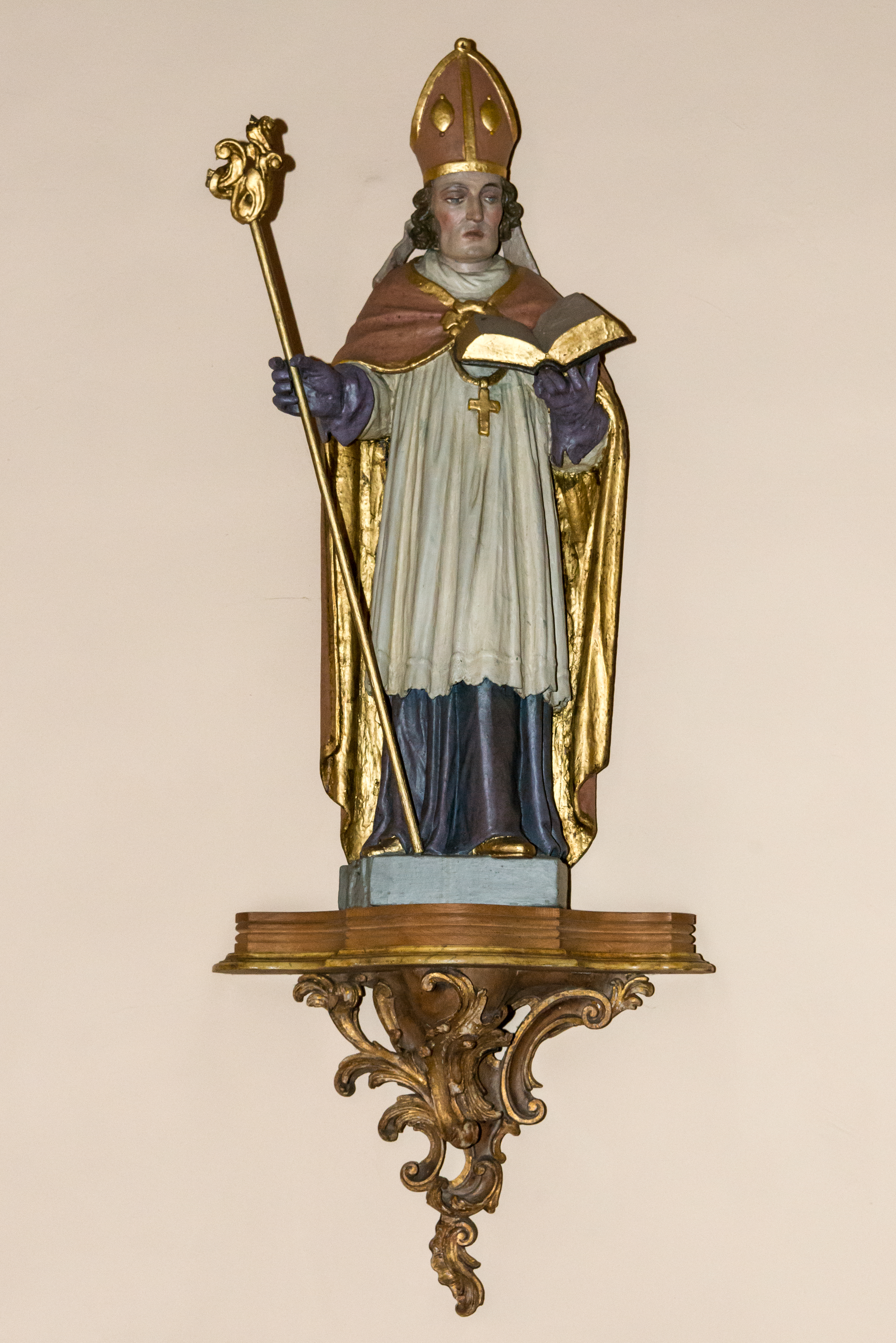
Statue in der Sankt-Matthias-Kirche in Bruch (Luxemburg), die ihm als Nebenpatron gewidmet ist.

Celsus († angebl. 141 in Trier) war ein legendärer früher Bischof von Trier. Seine Authentizität ist zweifelhaft, dennoch wird er als Heiliger verehrt.

## Verehrung
Im Jahr 980 ließ Egbert von Trier die nach ihm benannte Basilika an der Stelle einer älteren Kirche neu errichten. Dabei wurde der Sarkophag mit den Gebeinen des Celsus aufgedeckt mit einer Marmorplatte, in die folgender Text eingeritzt war (ins Deutsche übersetzt):

„Wer du immer verlangst dieses Grabmal kennenzulernen, hier liegt einer, der vornehm an Namen und auch an Verdienst ist, Celsus; den der Herr mit wahrem Ruhm geziert hat. Immer und überall war er für die Heimat beschäftigt. Der von edlem Geschlecht und herrlichen Ahnen entsprossen, ruhet in diesem Grab, das fromme Gemüter bereitet. Beigesetzt am 4. Januar.“

Sein Name steht in einem Prümer Graduale von 933 und auf dem 1100 entstandenen Willibrord-Traualtar in der Liebfrauenkirche in Trier. Zehn Wunderheilungen überlieferte der Mönch Theoderich von St. Matthias. Dies und die Legendenbildung machten Celsus zum Bischof.
Auch in dem 1148 von Papst Eugen III. geweihten Hauptaltar von St. Paulin befinden sich Reliquien von Celsus. Auch in Luxemburg wurde er als Heiliger verehrt.
Von einer Synode in Ingelheim wurde er zum Heiligen erklärt, sodass seine Gebeine fortan als Reliquien verehrt wurden. Der Gedenktag des Heiligen ist der 23. Februar.
U.a. die Kirchen St-Nazaire-St-Celse in Carcassonne, Santi Nazario e Celso in Corzoneso, Schweiz, St. Celsus (Dackscheid), Rheinland-Pfalz sowie die Ersheimer Kapelle im Neckartal sind ihm geweiht.

## Legendäre frühe Bischöfe von Trier
Bischöfe sind in Trier erst ab Ende des 3. Jahrhunderts nachweisbar. Um der Diözese ein ehrwürdigeres Alter zu verleihen, führte man ihre Gründung auf den Apostel Petrus zurück, der seine Gehilfen Eucharius, Maternus und Valerius zur Mission nach Gallien gesandt habe. Von diesen sei Eucharius erster Bischof von Trier geworden. Tatsächlich war ein Eucharius der erste nachweisbare Trierer Bischof, doch wird er um 250 datiert. Valerius und Maternus seien dann zweiter und dritter Bischof von Trier geworden; auch diese Namen sind historisch, werden aber weit später datiert: Sie sind nicht 88 und 124 gestorben, wie die Legende behauptet, sondern nach 250 bzw. nach 300. Es folgen 23 Bischöfe, die nirgends belegt sind und wohl nie existiert haben: Auspleins, Celsus, Felix, Mansuetus, Clemens, Moses, Martin I., Anastasius, Andreas, Rusticus, Auctor, Mauritius, Fortunatus, Cassianus Marcus, Navitus, Marcellus, Metropolus, Severin, Florens, Martin II., Maximinus und Valentinus. Demnach wäre Celsus fünfter Bischof von Trier gewesen, er soll 14 Jahre amtiert haben und im Jahre 141 unter Kaiser Antoninus Pius gestorben sein.